# Neuilly-en-Thelle
 Neuilly-en-Thelle  es una población y comuna francesa, en la región de Picardía, departamento de Oise, en el distrito de Senlis. Es el chef-lieu del cantón de Neuilly-en-Thelle.

## Demografía
| 1882 | 1942 | 1898 | 2397 | 2683 | 3064 |
| Para los censos de 1962 a 1999 la población legal corresponde a la población sin duplicidades (Fuente: INSEE [Consultar]) |      |      |      |      |      |